# Tino Tabak

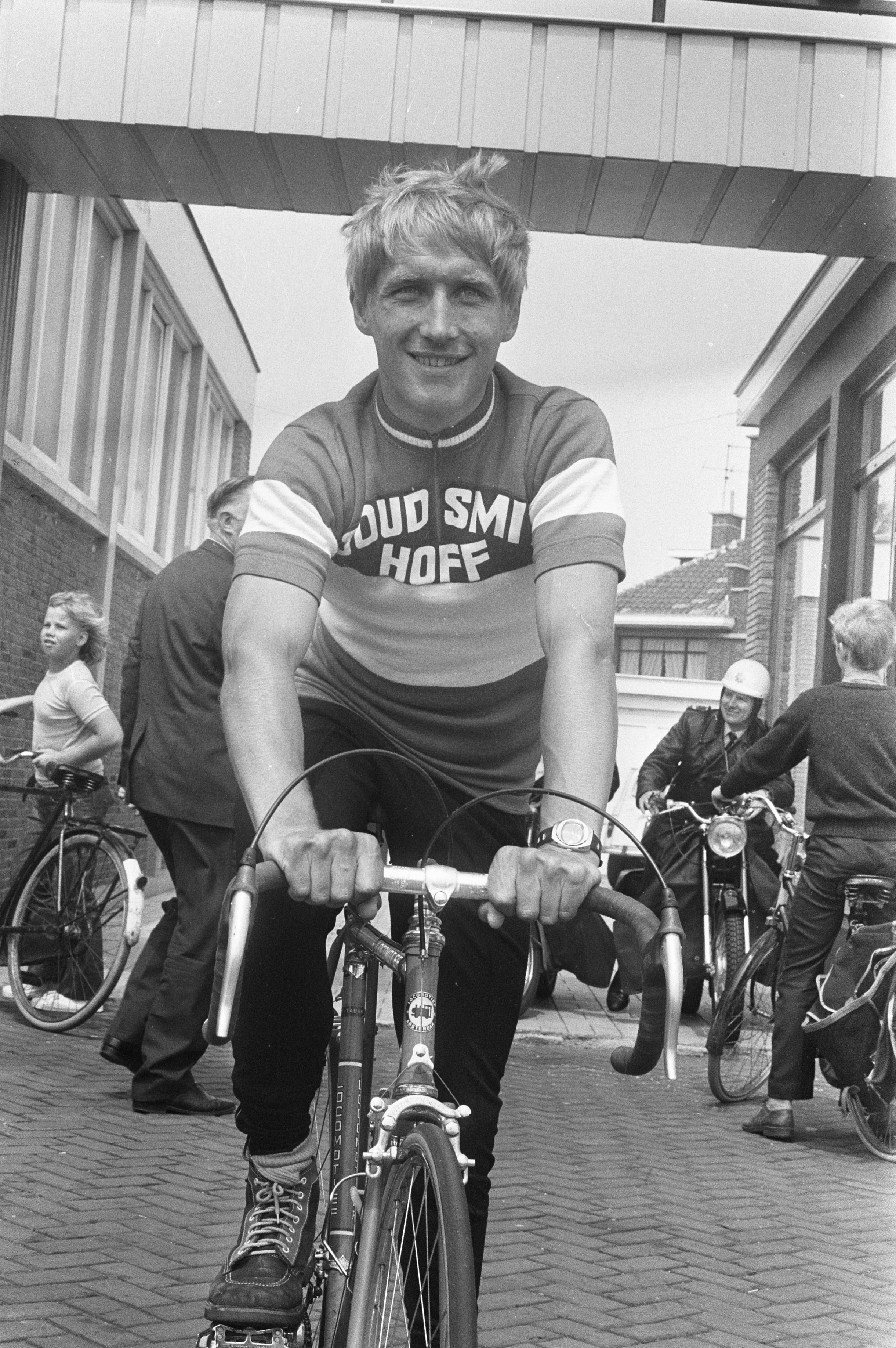
Tino Tabak bei der Tour de France 1972

Jentinus „Tino“ Johannes Tabak (* 6. Mai 1946 in Enschede) ist ein ehemaliger neuseeländischer Radrennfahrer niederländischer Herkunft.

## Sportliche Laufbahn
Tino Tabak wurde in den Niederlanden geboren. Als er sechs Jahre alt war, wanderte seine Familie nach Neuseeland aus. Schon im Alter von zehn Jahren träumte er davon, eines Tages an der Tour de France teilzunehmen.
1965 wurde Tino Tabak neuseeländischer Straßenmeister. Im selben Jahr gewann er als jüngster Fahrer bis dahin die Tour of Southland, was ihm 1966 und 1967 nochmals gelang. Tabak ist der einzige Fahrer, der in einem Jahr die drei wichtigsten neuseeländischen Straßenrennen gewann, und das zweimal, 1966 und 1967.
1967 ging Tino Tabak nach Europa zurück und startete bis 1970 als Amateur bei Rennen. In dieser Zeit gelang ihm der Sieg bei der Ronde van Noord-Holland vor dem späteren Weltmeister Hennie Kuiper. 1970 hatte er die Chance, die Internationale Rheinland-Pfalz-Rundfahrt zu gewinnen. Die teaminterne Rivalität mit Popke Oosterhof verhinderte den Rundfahrtsieg für beide, der Sieg ging an Karl-Heinz Muddemann, der von dieser Uneinigkeit profitierte. 1969 gewann er mit seinem Verein die nationale Meisterschaft in der Mannschaftsverfolgung.
1971 wurde er Profi, startete bei der Tour de France und platzierte sich bei zwei Etappen unter den ersten Zehn.
1972 wurde Tino Tabak Niederländischer Straßenmeister vor Joop Zoetemelk (er besaß sowohl die neuseeländische wie auch die niederländische Staatsangehörigkeit). Bei der Tour de France im selben Jahr belegte er in der Gesamtwertung den 18. Platz, was das bisher beste Ergebnis für einen Neuseeländer bei diesem Rennen ist. In den folgenden Jahren fuhr er zahlreiche kleinere Straßenrennen in Europa und gewann unter anderem 1972 und 1975 die Acht van Chaam sowie die erste Austragung der Ronde van Midden-Zeeland.
Nach einem Sturz im Jahre 1978 beendete Tabak seine aktive Laufbahn, die neben vielen Erfolgen auch viele Rückschläge für ihn bereitgehalten hatte. 1995 kehrte er nach Neuseeland zurück, um dort in Canterbury zu leben. Über seine radsportliche Karriere sagt er heute: „I’ve risked everything to win a classic, almost following Tommy Simpson’s fate. It was madness. I can say that now.“ (Deutsch: „Ich habe alles riskiert, um einen Klassiker zu gewinnen, fast wäre ich Tommy Simpsons Schicksal gefolgt. Es war Wahnsinn. Das kann ich jetzt sagen“.)
Tino Tabaks Sohn Paul ist als Sportlicher Leiter von niederländischen Radsportteams tätig.